# جاو بايرويت
جاو بايرويت (حتى عام 1942 ، Gau Bayerische Ostmark (بالإنجليزية: Bavarian Eastern March)) قسمًا إداريًا لألمانيا النازية في بافاريا السفلى، بالاتينات العليا وفرانكونيا العليا، بافاريا، من 1933 إلى 1945. من 1926 إلى 1933، كان التقسيم الإقليمي للحزب النازي لهذه المناطق.

## التاريخ
تم إنشاء نظام النازي جاو في الأصل في مؤتمر للحزب في 22 مايو 1926، من أجل تحسين إدارة هيكل الحزب. منذ عام 1933 وما بعده، بعد الاستيلاء النازي على السلطة، حل جاو محل الولايات الألمانية بشكل متزايد كتقسيمات إدارية في ألمانيا. 
على رأس كل جاو غاولايتر، وهو موقع أصبح أكثر قوة على نحو متزايد، لا سيما بعد اندلاع الحرب العالمية الثانية. كان غاولايترالمحلي مسؤولاً عن الدعاية والمراقبة، واعتبارًا من سبتمبر 1944 فصاعدا أصبح مسوؤلا عن فولكسستورم والدفاع عن الجاو الخاص به.  
تم تشكيل غاو بايريش أوستمارك في عام 1933. تمت صياغة مصطلح Bayerische Ostmark بعد الحرب العالمية الأولى حتى تشير المنطقة إلى حقيقة أن المنطقة تحدها الآن تشيكوسلوفاكيا الجديدة، وهي دولة يُنظر إليها على أنها معادية لألمانيا. مصطلح مارك (بالإنجليزية: March)‏ كان يستخدم تاريخيا في القيصرية الألمانية للمناطق الحدودية للجيران المعاديين. كانت واحدة من الغاف البافارية الوحيدة التي تضم أكثر من منطقة إدارية ألمانية، والتي تغطي ثلاثة منهم.

## غاولايتر
غاولايترات جاو بايرويت:  
- هانز شيم - سبتمبر 1928 إلى 5 مارس 1935
- فريتز فاخلر - من 5 ديسمبر 1935 إلى 19 أبريل 1945
- لودفيج روكديشل - 19 أبريل 1945 إلى مايو 1945

وكان لودفيج روكديشل أيضا نائب غاولايتر من 1 فبراير 1933 إلى يونيو 1941. بعد إعدام فاخلر بتهمة الانهزامية من قبل شوتزشتافل في عام 1945، أصبح غاولايتر نفسه.